# Jan Kompałła
Jan Kompałła (ur. 26 stycznia 1776 w Jeżowej  – zm. 28 stycznia 1844 w Ostrowie) – polski duchowny katolicki, inicjator powstania Królewskiego Katolickiego Gimnazjum w Ostrowie.

## Życiorys
Maturę zdał w 1795 roku w gimnazjum oo. Cystersów w Jemielnicy. Do 1798 roku studiował teologię i filozofię na Uniwersytecie Wrocławskim. W 25 marca 1799 roku, po nauce we wrocławskim seminarium, otrzymał święcenie kapłańskie.
W latach 1799–1831 pełnił posługę kapłańską w kilkunastu miejscowościach, m.in. w Bukownicy, Przedborowie, Grabowie nad Prosną, Święciechowej. W latach 1826–1829 był dziekanem ostrzeszowskim, a od roku 1831 do śmierci był proboszczem w Ostrowie. Miał talenty dyplomatyczne, szczególnie w Ostrowie cieszył się powszechnym uznaniem wśród ludzi z wielu środowisk. Władze ceniły go za wierność rządowi pruskiemu, jednak gdy uwięziono arcybiskupa Marcina Dunina bezwzględnie opowiedział się po stronie kościoła. Uchodził za dobrego gospodarza i organizatora. 
We wrześniu 1840 roku, podczas kazania, rzucił hasło budowy w Ostrowie gimnazjum. Miała to być trzecia szkoła średnia w Poznańskiem (po Gimnazjum św. Marii Magdaleny w Poznaniu i Gimnazjum Męskim w Trzemesznie). Księdzu Kompalle udało się zaangażować w budowę całą ostrowską społeczność. Nie bez znaczenia była także znajomość z wieloma możnymi, m.in. Wojciechem Lipskim oraz książętami: Bogusławem Fryderykiem Radziwiłłem i Wilhelmem Radziwiłłem. Sam także poświęcił sprawie gimnazjum swoje siły i majątek. Doczekał tylko wybudowania szkoły pod dach. Przed śmiercią zdążył sporządzić znaczny zapis na rzecz gimnazjum.
Pochowano go na Starym Cmentarzu w Ostrowie, a jego pogrzeb zgromadził ok. 5 tysięcy ostrowian. W 1840 roku został wyróżniony Orderem Czerwonego Orła IV Klasy. Jego imię noszą: szkoła, której był założycielem (obecnie I Liceum Ogólnokształcące im. Kompałły i Lipskiego) oraz ulica w Ostrowie.